# Provincia Tipaza
Provincia Tipaza (în arabă ولاية تيبازة‎,) este o unitate administrativă de gradul I (wilaya) a Algeriei. Reședința sa este orașul Tipaza.